# Minias von Florenz

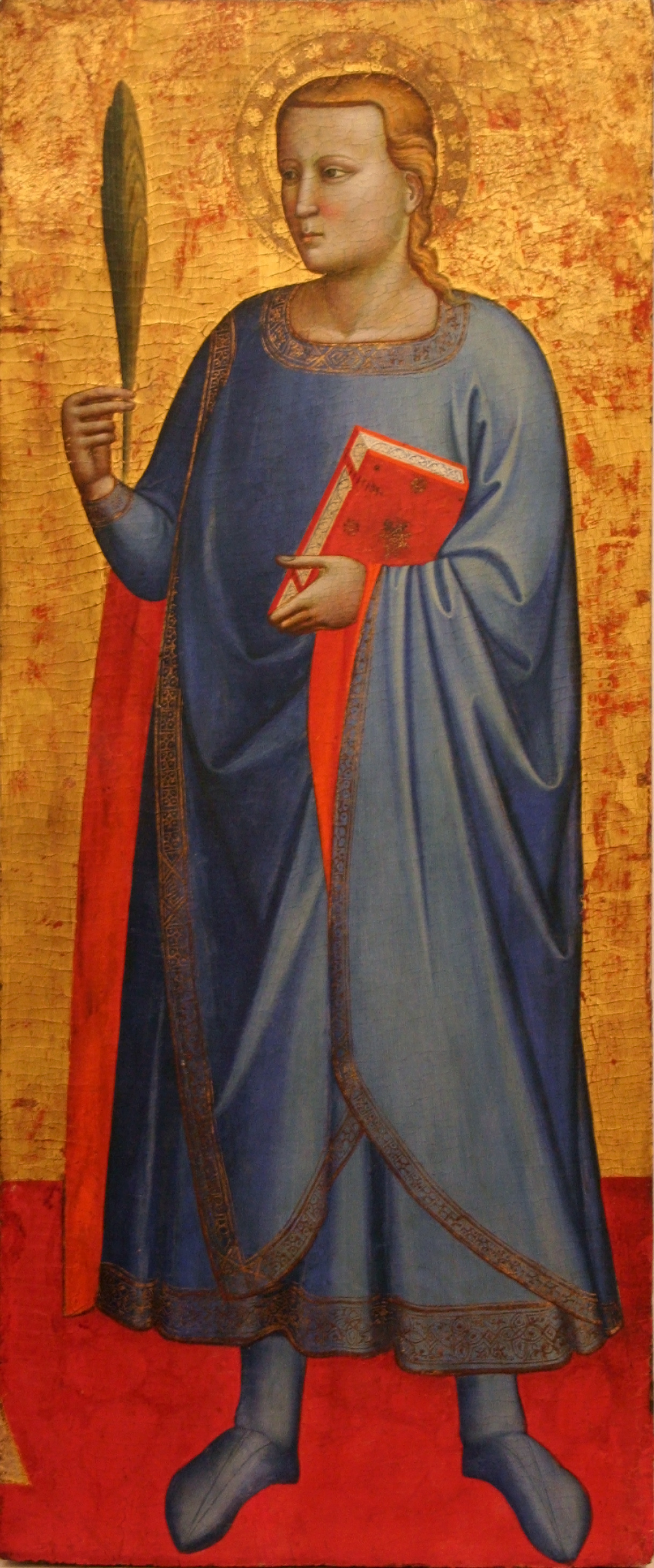
Hl. Miniatus; Gemälde 14. Jh.

Minias von Florenz oder Miniatus von Florenz (italienisch Miniato; † um 250) ist ein armenischer Märtyrer und Heiliger der römisch-katholischen Kirche, der hauptsächlich in der Gegend um Florenz verehrt wird. Er gehört zur Gruppe der „Kopfträger“ (Cephalophoren). Sein Festtag ist der 25. Oktober.

## Vita
Gemäß der Überlieferung war Minias ein verarmter Prinz armenischer Herkunft, der im römischen Heer Dienst tat. Er verließ jedoch den Militärdienst und zog sich auf einen Hügel bei Florenz zurück, um dort als christlicher Einsiedler zu leben. Daraufhin wurde er allerdings verraten und vor den Kaiser Decius gebracht. Dort weigerte er sich, das Opfer an die römischen Götter zu vollziehen. Daraufhin wurde er gefoltert und am Ende in der Arena vor die wilden Tiere geworfen, die ihm jedoch nichts antaten. Schließlich wurde er enthauptet, doch nahm er seinen abgeschlagenen Kopf wieder auf, überquerte den Arno und ging zurück zu seiner Einsiedlerhütte.

## Verehrung
Seine Gebeine ruhen in der Krypta der ihm geweihten und vom 11.–13. Jahrhundert erbauten Kirche San Miniato al Monte. Einige seiner Reliquien sollen auch nach Metz verbracht worden sein.
Der hl. Minias ist der Patron und der Namensgeber der toskanischen Stadt San Miniato.

## Darstellung
Minias ist bereits im Fassaden- und im Apsismosaik von San Miniato zu sehen. Er wird manchmal mit einer Krone und einem kostbaren Gewand dargestellt; häufigste Attribute sind Buch und Märtyrerpalme.